# Filip Ludvig, pfalzgreve af Pfalz-Neuburg
Filip Ludvig, pfalzgreve af Pfalz-Neuburg (født 2. oktober 1547 i Zweibrücken, Pfalz, død 12. august 1614 i Neuburg an der Donau, Oberbayern) var pfalzgreve. Han blev hertug af Pfalz-Neuburg i 1569. 

## Forældre
Filip Ludvig var søn af Wolfgang af Pfalz-Zweibrücken (1526–1569) og Anna af Hessen (1529–1591).

## Familie
Filip Ludvig var gift med Anna af Jülich-Kleve-Berg (1552–1632). De fik otte børn. Èn søn (August, pfalzgreve af Pfalz-Sulzbach) blev regerende greve af Pfalz-Sulzbach i 1614.